# Estádio do Dragão
El Estádio do Dragão (en español: Estadio del Dragón) es un estadio de fútbol ubicado en Oporto, Portugal. Allí juega sus partidos de local el Futebol Clube do Porto de la Primera División de Portugal.

## Historia
El Estadio del Dragón, construido para sustituir al viejo estadio das Antas, fue inaugurado el 16 de noviembre de 2003 en un 
partido amistoso con el FC Barcelona. En él se desarrollaron cinco partidos de la Eurocopa 2004, cuyo partido inaugural, disputado entre Portugal y Grecia en el día 12 de junio (resultado 1-2), se jugó en este mismo estadio. También tuvieron lugar los partidos Italia - Suecia, Alemania - Países Bajos. Durante los días 15 y 18 de junio se disputaron las eliminatorias de cuartos de final entre República Checa - Dinamarca. También se han realizado varios conciertos musicales, siendo los más relevantes los de The Rolling Stones (2006) y Coldplay (2012).Y recientemente fue sede de la final de la Liga de las Naciones de la UEFA, entre Portugal y los Países Bajos. En 2021 fue sede de la final de  la UEFA Champions League

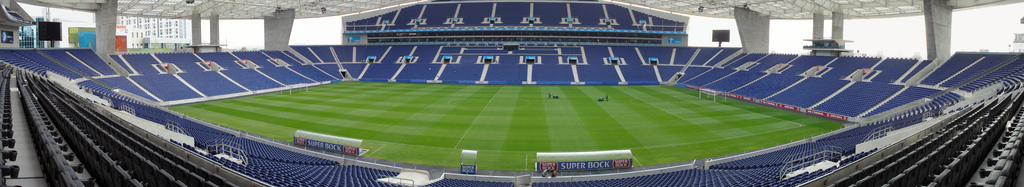
Panorámica del estadio.

## Eventos disputados

### Eurocopa 2004
- El estadio albergó cinco partidos de la Eurocopa 2004.
| Fecha               | Selección #1    | Resultado     | Selección #2    | Ronda                 | Espectadores |
| ------------------- | --------------- | ------------- | --------------- | --------------------- | ------------ |
| 12 de junio de 2004 | Portugal        | 1 - 2         | Grecia          | Primera fase, Grupo A | 48 761       |
| 15 de junio de 2004 | Alemania        | 1 - 1         | Países Bajos    | Primera fase, Grupo D | 48 197       |
| 18 de junio de 2004 | Italia          | 1 - 1         | Suecia          | Primera fase, Grupo C | 44 926       |
| 27 de junio de 2004 | República Checa | 3 - 0         | Dinamarca       | Cuartos de final      | 41 092       |
| 1 de julio de 2004  | Grecia          | 1 - 0 (t. s.) | República Checa | Semifinal             | 42 449       |

### Liga de las Naciones de la UEFA 2019
Albergó partidos de la Liga de las Naciones de la UEFA 2019.
| Fecha              | Selección #1 | Resultado | Selección #2 | Ronda       | Espectadores |
| ------------------ | ------------ | --------- | ------------ | ----------- | ------------ |
| 5 de junio de 2019 | Portugal     | 3 - 1     | Suiza        | Semifinales | 42,415       |
| 9 de junio de 2019 | Portugal     | 1 - 0     | Países Bajos | Final       | 43,199       |

## Lista de conciertos
| Fecha                | Artista                                     | Tour / Evento          | Asistencia | Ref.  |
| -------------------- | ------------------------------------------- | ---------------------- | ---------- | ----- |
| 12 de agosto de 2006 | The Rolling Stones The Dandy Warhols        | A Bigger Bang Tour     | 47 801     | [ 2 ] |
| 18 de mayo de 2012   | Coldplay Marina and the Diamonds / Rita Ora | Mylo Xyloto Tour       | 52 457     | [ 3 ] |
| 10 de junio de 2013  | Muse We Are the Ocean                       | The 2nd Law World Tour | 45 000     | [ 4 ] |
| 13 de julio de 2014  | One Direction D.A.M.A.                      | Where We Are Tour      | 45 001     | [ 5 ] |